# Aristolochia microstoma
Aristolochia microstoma Boiss. & Spruner – gatunek rośliny z rodziny kokornakowatych (Aristolochiaceae Juss.). Występuje endemicznie w południowej Grecji oraz na Cykladach.

## Morfologia
PokrójBylina o nierozgałęzionych pędach z małym lub średnim owłosieniem.
LiścieMają sercowaty kształt. Nasada liścia ma ucięty kształt. Osadzone są na krótkim ogonku liściowym.
KwiatyMają brązową barwę i 15–30 mm średnicy. Mają kształt maczugi.

## Biologia i ekologia
Rośnie w gąszczach i na terenach skalistych. Kwitnie od kwietnia do czerwca.